# Les Misérables (film, 1917)
Pour les articles homonymes, voir Les Misérables (homonymie).
Pour plus de détails, voir Fiche technique et Distribution.
Les Misérables est un film muet américain de Frank Lloyd, sorti en 1917, d'après l'œuvre éponyme de Victor Hugo.

## Fiche technique
- Réalisation : Frank Lloyd
- Scénario : Frank Lloyd, Marc Robbins, d'après Victor Hugo
- Directeurs de la photographie : William C. Foster, George Schneiderman
- Direction artistique : John D. Bradden
- Producteur : William Fox
- Sociétés de Production : Fox Film Corporation
- Distributeurs : Fox Film Corporation
- Format : Couleurs : Noir et blanc - Son : muet
- Durée : 100 minutes
- Genre : Drame
- Date de sortie :
  - États-Unis : 4 décembre 1917

## Distribution
- William Farnum : Jean Valjean
- George Moss : L'évêque Bienvenu Myriel
- Hardee Kirkland : Javert
- Sonia Markova : Fantine

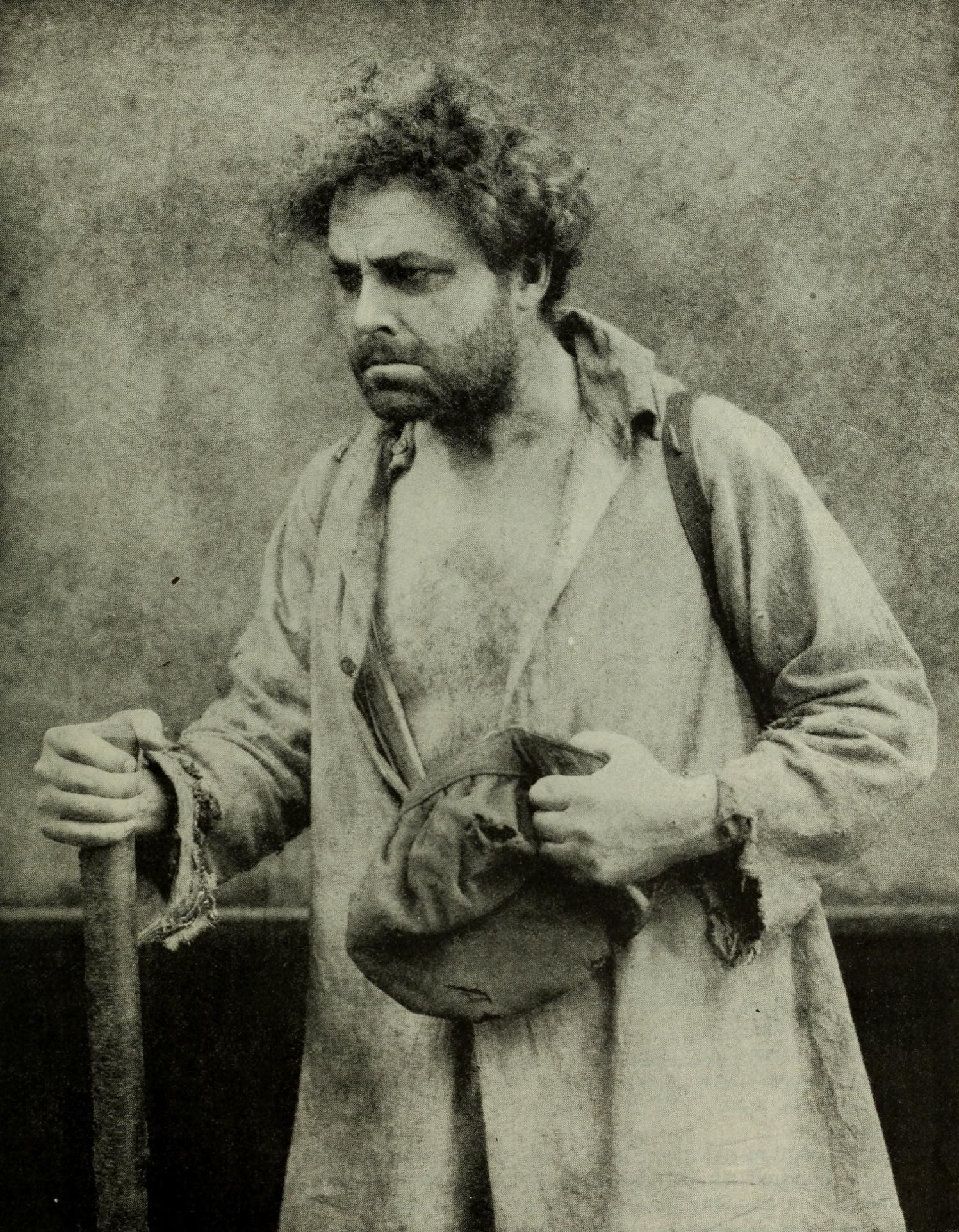
William Farnum dans le rôle de Jean Valjean

- Kittens Reichert : Cosette à 8 ans
- Jewel Carmen : Cosette à 18 ans
- Harry Spingler : Marius
- Dorothy Bernard : Éponine
- Anthony Phillips : Gavroche
- Edward Elkas : Thénardier
- Mina Ross : Mme Thénardier
- Jack Snyder
- Gus Alexander
- May De Lacy